# Grzegorz Sudoł
Grzegorz Arkadiusz Sudoł (Polonia, 28 de agosto de 1978) es un atleta polaco, especialista en la prueba de 50 km marcha, con la que llegó a ser medallsta de bronce mundial en 2009.

## Carrera deportiva
En el Mundial de Berlín 2009 gana la medalla de bronce en los 50 km marcha, con un tiempo 3:42:34 que fue su mejor marca personal, tras el noruego Trond Nymark y el español Jesús Ángel García que ganó la plata.